# Expedición inca a Oceanía
La expedición inca a Oceanía fue una expedición realizada por el entonces auqui (príncipe heredero) Túpac Yupanqui, quien luego se convertiría en Sapa Inca, aproximadamente en el año 1465.

## Expedición
Al llegar a la isla Puná, en el actual Ecuador, Túpac Yupanqui recibió noticias por parte de algunos comerciantes de la existencia de dos islas: Ahuachumbi y Ninachumbi, que se decía albergaban múltiples recursos.
Sabedor de las noticias, Túpac Yupanqui preparó una expedición con 120 embarcaciones y 20 000 hombres. El viaje a las "islas" le tomó un año aproximadamente.